# Station Melton
Melton is een spoorwegstation van National Rail in Melton, Suffolk Coastal in Engeland. Het station is eigendom van Network Rail en wordt beheerd door Greater Anglia. 